# Østgrønlandsk Fangstkompagni Nanok A/S
Østgrønlandsk Fangstkompagni Nanok A/S (ØFNAS) blev stiftet i 1929 med det formål at udnytte naturressourcer i Nordøstgrønland. I praksis kom virksomheden til at dreje sig om pelsfangst af polarræve. ØFNAS ophørte med sin pelsfangst i 1952 og i 1990 likvideredes aktieselskabet.
| Grønland | Spire Denne artikel om et firma eller en virksomhed i Grønland er en spire som bør udbygges. Du er velkommen til at hjælpe Wikipedia ved at udvide den. |